# Marie Georges Martin
Marie-Georges Martin (nacida Irma-Marie-Eugénie Laîné; La Souterraine, Creuse, 4 de abril de 1850 – París, 7 de noviembre de 1914) fue una figura fundamental en la fundación y consolidación de la Orden Masónica Mixta Internacional Le Droit Humain. Fue esposa y colaboradora del cofundador Georges Martin.

## Biografía
Marie-Georges Martin nació como Irma-Marie-Eugénie Laîné en La Souterraine el 4 de abril de 1850. Provenía de una familia con antecedentes militares y recibió una formación rigurosa. En 1889 se casó en segundas nupcias con el doctor Georges Martin, adoptando el nombre por el cual sería reconocida en la masonería.

## Papel enLe Droit Humain
Fue una de las dieciséis mujeres iniciadas por Maria Deraismes y elevadas al grado de Maestra, convirtiéndose así en fundadora de la Gran Logia Simbólica Escocesa Mixta de Francia (posteriormente conocida como Le Droit Humain) el 4 de abril de 1893. Ese mismo día fue elegida Segunda Vigilante de la nueva logia.
Tras el fallecimiento de Maria Deraismes en 1894 y la dimisión de Anna Féresse-Deraismes, Marie-Georges Martin asumió la dirección de Le Droit Humain en 1895, liderándolo durante dieciséis años. Fue la primera Gran Maestre de la Orden, ejerciendo oficialmente desde 1903 hasta su fallecimiento en 1914. En 1908, delegó el cargo de Gran Secretaria en Amélie André-Gedalge, función que ella misma había desempeñado con anterioridad.

## Contribuciones y activismo
Junto a Georges Martin, vendió todos sus bienes personales para financiar la construcción de la sede de la Orden, ubicada en el número 5 de la rue Jules Breton en París, inaugurada en septiembre de 1916. En la fachada de este edificio aún puede leerse: «En la Humanidad, la mujer tiene los mismos deberes que el hombre. Debe tener los mismos derechos en la familia y en la sociedad.»
En el ámbito profano, militó activamente por los derechos de la mujer, especialmente en el acceso al sufragio. Publicó un extenso trabajo sobre el derecho al voto femenino en 1910, participó en el Consejo Nacional de Mujeres Francesas y escribió para Le Journal des Femmes, dirigido por Maria Martin.
Marie-Georges Martin impulsó la expansión internacional de la Orden: en 1902 consagró la Logia N.º 6 The Human Duty en Londres, instalando a Annie Besant como Venerable Maestra, y en 1905 consagró la logia neerlandesa Cazotte en Ámsterdam.

## Fallecimiento y legado
Falleció el 7 de noviembre de 1914 en la sede de la Orden. Fue sucedida por Marie Bonnevial, quien pronunció un discurso fúnebre en su honor. Su influencia fue clave para el desarrollo y consolidación del Le Droit Humain, y es considerada una de sus tres fundadoras junto con Georges Martin y Maria Deraismes.
La Fundación María Deraismes destaca su papel como "pilar sólido" de la masonería mixta internacional en sus primeras décadas.